# Knowing
Knowing (titulada: Presagio o Cuenta regresiva en Hispanoamérica y Señales del futuro en España) es una película de ciencia ficción estrenada en 2009, protagonizada por Nicolas Cage y Rose Byrne y dirigida por Alex Proyas. La película se rodó en Melbourne, Australia.

## Argumento
En 1959, durante la inauguración de un nuevo colegio (Elementary School), una profesora pide a sus alumnos que imaginen cómo sería el futuro dentro de 50 años, la idea de una niña llamada Lucinda Embry fue escogida como la ganadora. La idea de Lucinda es crear una cápsula del tiempo en la que los estudiantes realizarían dibujos basados en su visión del futuro. Sin embargo, Lucinda sólo escribe una serie de números sin sentido aparente. La profesora pide a los alumnos sus dibujos ya terminados pero Lucinda se encuentra en un trance solo escribiendo números y haciendo caso omiso a su profesora. Ésta le arrebata su trabajo y lo coloca en el recipiente. El día que se guarda la cápsula, la profesora no puede encontrar a Lucinda por ningún lado y va a buscarla al interior de la escuela. Finalmente, logra encontrarla dentro de un armario de artículos de limpieza rasguñando la puerta, escribiendo una serie de números que son iguales a los de la carta.
Cincuenta años después, en el año 2009, la cápsula del tiempo es desenterrada y a cada niño del colegio se le reparte una nota. Caleb, un niño que tiene problemas auditivos y es el hijo de John Koestler (Nicolas Cage), un profesor de astrofísica viudo, recibe la misteriosa nota de Lucinda. John, aunque al principio se muestra escéptico, lee la hoja de Lucinda y al investigarla descubre que esos números son fechas donde ocurrirían las catástrofes como (como tsunamis o ataques terroristas), algunos de los cuales ya han sucedido, mientras que otros aún no. También se da cuenta de que al lado de las fechas hay otros números, que son las personas que murieron en ese trágico evento. Mientras esto ocurre, Caleb recibe extraños susurros mentales y un extraño individuo le hace guardia fuera de la casa.
Más tarde, John descubre que otra serie de números corresponden a las coordenadas geográficas de los lugares; de este modo, presencia un accidente aéreo con un número de muertos igual a la secuencia. Posteriormente, atestigua un desastre en el metro con otro número de fallecidos coincidente con la serie numérica.
Luego, John y Caleb se ponen en contacto con la única hija de Lucinda, Diana Wayland (Rose Byrne), quien tiene una hija de la misma edad que Caleb, llamada Abby. Diana al principio rechaza la teoría de John; pero el accidente del metro la hace recapacitar. Abby también recibe extraños susurros, como Caleb.
Poco a poco, John empezará a darse cuenta de que el descubrimiento no es casual y que él, Diana y su familia juegan un papel fundamental en los importantes acontecimientos que están a punto de producirse. En una visita a la casa de Lucinda, John se da cuenta de que “EE” significa “Everyone Else” (Todos los demás). Después, él también se da cuenta de que la última secuencia es un desastre solar de magnitudes cataclísmicas. John verifica mediante mediciones del observatorio que la secuencia es auténtica y que nada vivo quedará sobre la Tierra en cuestión de horas, cuando la temperatura sea superior a los 400 grados Celsius.
Después, descubren que la parte final de la secuencia se corresponde con la ubicación de la casa prefabricada donde murió Lucinda. Al final John descubre que los dígitos que aparecían en la puerta son el lugar de la casa de Lucinda y allí es donde tienen que ir. En el camino, además de la trágica muerte de Diana en un accidente de tráfico, Caleb y Abby son aparentemente secuestrados en dos ocasiones por unos sujetos pálidos y rubios. En un primer momento se cree que son miembros de algún rito ocultista; sin embargo, en la segunda ocasión, Caleb le revela a John que él, Abby y otros niños son los elegidos, junto con otros pocos, para salvarse de la destrucción de la Tierra. En medio del bosque, John presencia totalmente atónito el aterrizaje de una enorme nave interestelar frente a ellos. Los dos hombres le dicen a Caleb que sólo los niños pueden ir, y en medio de una gran tristeza John debe dejar ir a su hijo, ya que él nunca escuchó el susurro, al igual que la madre de Abby. De esta forma, los niños son tomados de las manos por los sujetos extraños, que se despojan de sus cuerpos físicos y resultan ser extraterrestres que han alcanzado un grado de desarrollo muy superior considerablemente como formas de energía inmaterial, y se llevan a los niños en su nave. Cuando esta se eleva en el cielo, las piedras negras, que anteriormente habían encontrado en la casa prefabricada de Lucinda y que está pisando John, levitan por alguna fuerza magnética. Cuando abandonan la Tierra, se observa que otras naves parten desde distintos puntos del planeta. Al día siguiente, 19 de octubre, John se despierta en el bosque donde vio a las naves despegar y sube a su auto.
Cuando John llega a la ciudad, se da cuenta de que la gente está totalmente desesperada, los militares tratan de controlar la situación mediante una evacuación de la zona mientras esta comete saqueos y alboroto. John regresa a la casa de sus padres, donde también se encuentra a su hermana. En el retorno, el incipiente calentamiento y desajuste electromagnético causado por la radiación solar comienza a generar una especie de aurora boreal en el cielo. Ya en casa se abraza a su padre mientras este le dice «este no es el fin». Después de esto toda la familia se abraza, mientras que una gigantesca llamarada solar destruye la capa de ozono y avanza una onda expansiva que va quemando todo lo que encuentra a su paso, destruyendo por completo toda edificación construida por el hombre y acabando con la vida en la Tierra.
Al haberse destruido la Tierra, las naves espaciales que se llevaron a los niños elegidos llegan a un nuevo planeta parecido a la Tierra, en el cual liberan a los niños y estos corren hacia un árbol (rememorando el árbol de la vida).

## Reparto
- Nicolas Cage como El Profesor Jonathan "John" Koestler.
- Chandler Canterbury como Caleb Koestler.
- Rose Byrne como Diana Wayland.
- Lara Robinson como Lucinda Embry / Abby Wayland.
- Nadia Townsend como Grace Koestler.
- Ben Mendelsohn como El Profesor Phil Beckman.
- Alan Hopgood como Reverend Koestler.
- Adrienne Pickering como Allison Koestler.
- D.G. Maloney, Joel Bow, Maximillian Paul, y Karen Hadfield como Los Extraños.
- Danielle Carter como la Señorita Taylor en 1959.
- Alethea McGrath como la Señorita Taylor en 2009.

## Producción
Knowing fue originalmente escrito por el novelista Ryne Douglas Pearson, y el proyecto fue emprendido en Columbia Pictures. Rod Lurie y Richard Kelly fueron designados como directores, pero la película finalmente dio un vuelco. El proyecto fue recogido por la compañía productora Escape Artists, y el guion fue reescrito por Stiles White y Juliet Snowden. El director Alex Proyas fue escogido para dirigir la película en febrero de 2005. Summit Entertainment tomó la responsabilidad económica y distribuidora de la película. Proyas y Stuart Hazeldine reescribió el borrador para la producción, que comenzó el 25 de marzo de 2008 en Melbourne, Australia. El director esperó emular a El exorcista combinando «realismo con un argumento fantástico».
La acción está localizada principalmente en la ciudad de Lexington, con algunas escenas ubicadas en las ciudades cercanas de Cambridge y Boston. Para representar el área de Boston, los cineastas usaron localizaciones australianas como Geelong Ring Road, el Museo de Melbourne, Mount Macedon y Collins Street. Las filmaciones también tomaron lugar en Camberwell High School, que fue convertido en la Escuela Primaria William Dawes, localizada en Lexington de 1959. Las tomas interiores fueron realizadas en el Australian Synchrotron para representar un observatorio. Las filmaciones también tomaron lugar en el Haystack Observatory en Westford, Massachusetts. Además de las locaciones prácticas, las filmaciones tomaron lugar en Melbourne Central City Studios en Docklands.
Proyas usó una cámara digital Red One, siendo la primera vez en usarse cámaras digitales por un director. Buscó capturar una descarnada y realista apariencia para la película; su acercamiento involucra escenas continuas de dos minutos en donde el personaje de Cage observa el impacto del avión e intenta rescatar a los pasajeros. La escena fue una ardua tarea, tomando dos días para levantarla y dos días para rodarla. Proyas explicó el objetivo: «Lo hice especialmente para no dejar que el artificio de efectos visuales y de todos los cortes y cosas que podemos hacer, conseguirla en el camino de la emoción de la escena».

## Banda sonora
La música para la película fue compuesta por Marco Beltrami, pero también incluye obras clásicas como la Séptima Sinfonía de Beethoven, interpretada sin ningún efecto de sonido adicional en la secuencia final de la película, la del desastre en Boston. Beltrami publicó la banda sonora en un CD con 22 temas.

## Recepción
Knowing recibió reseñas variadas. Rotten Tomatoes reportó que el 33% de los críticos entregaron a la película reseñas positivas basada en un muestreo de 160 críticos con una media ponderada de 4.7 sobre 10, aunque la comunidad de Rotten Tomatoes entregó a la película una calificación de 48%. En Metacritic, que asigna un calificación normal de 100 por los críticos de la corriente principal, la película recibió una media ponderada de 41 sobre 100 basado en 27 reseñas. El consenso observó que Knowing tuvo «ideas algo interesantes y un par de buenas escenas», pero fue obstaculizada «por su argumento absurdo y excesivamente serio».
A. O. Scott de The New York Times dijo: «Si tu intención es hacer una película de terror/thriller misterioso, alegórico, e inquietante, probablemente no es una buena señal cuando los espectáculos de muerte masiva y las advertencias de una destrucción planetaria logran carcajadas y risitas... las pesadas y tambaleantes dos horas de Knowing harían que tú pases de largo. Para un fin del mundo, incluso a medida que se preocupan de que no habrá tiempo para que todas sus preguntas sean respondidas». En San Francisco Chronicle, Peter Hartlaub llamó la película «una decepción para los fanáticos de Proyas» y «un esfuerzo sorpresivamente desordenado». Él pensó que Nicolas Cage «se limita en lo ridículo aquí, en parte debido a un guion que le entrega muy poco para desenmpeñar, y que lo muestra angustiado o depresivo».
Escribiendo para The Washington Post, Michael O'Sullivan piensa que la película fue «aterradora, por lo menos para los primeros o dos tercios o algo así, en una manera moderadamente satisfactoria; sin embargo es predecible... pero el arco narrativo en donde esta película se pinta a sí misma es una depresión mórbida y simultáneamente enfermiza. Bien, antes de que la película se acerque a su espantosa y despistada conclusión, me encontré a mí mismo, sin embargo, sabiendo (...) lo que iba a suceder». Betsy Sharky de Los Angeles Times encontró esto ser «temperamental y algunas veces ideológicamente provocativo» y agregó: «Knowing tiene sus momentos lúgubres, y por eso siento una especie de vergüenza ajena (o risas) induciendo líneas de diálogos que han embrujado en las películas de desastres a través de los años... Así que visualmente las imágenes donde se ven un avión en su momento trágico o el tren subterráneo, se vuelven más fascinantes que horribles».
Roger Ebert fue más entusiasta con la película, calificándola con cuatro estrellas y diciendo: «Knowing está entre las mejores películas de ciencia ficción que he visto: espantosa, ansiosa, inteligente, y cuando lo necesita ser, bastante asombrosa» en Chicago Sun-Times. Continuó: «Con una línea narrativa segura y experta, Proyas une en un solo evento que mantiene tensión en el punto más alto a través de toda la película. Incluso un poco tranquila, los momentos humanos tienen algo enrollando por debajo. Coges la película, y vibras». José Arce de La Butaca.net entregó una puntuación de 7 sobre 10, diciendo: «Ciencia ficción en estado más puro, un thriller de corte fantástico arriesgado en su propuesta y sorprendente en su desenlace, que mantiene el interés a pesar de sus altibajos y del inevitable hastío que provoca un Nicolas Cage cansino y repetitivo».

## Controversia científica
Ian O'Neill de Discovery News criticó la trama de las llamaradas solares de la película y señaló que las llamaradas solares más poderosas nunca podrían incinerar ciudades terrestres.
Steve Biodrowski de Cinefantastique se refiere al enfoque de la película como decepcionantemente "pseudocientífico". Él escribe: "Cage interpreta a un astrónomo, y sus conversaciones con un colega insinúan que la película en realidad puede abordar la cuestión de predecir el futuro, tal vez incluso ofrecer una teoría plausible. Desafortunadamente, este enfoque se abandona cuando Koestler investiga los desastres y la película finalmente se mueve hacia un enfoque místico".